# Йона (Санкт-Галлен)
Йона (нем. Jona SG) — населённый пункт в Швейцарии, в кантоне Санкт-Галлен.
Входит в состав округа Зее-Гастер. Находится в составе коммуны Рапперсвиль-Йона. Население составляет 17 799 человек (на 30 декабря 2006 года). Официальный код — 3335.